# Vera Leisner
Vera Leisner (* 4. Februar 1885 in New York als Amanda Vera de la Camp; † 31. Mai 1972 in Hamburg) war eine deutsche Prähistorikerin mit dem Spezialgebiet Megalithanlagen auf der Iberischen Halbinsel.

## Leben

### Kindheit und Jugend
Das Leben von Vera Leisner war von großer Mobilität gekennzeichnet. Ihr Vater Hugo Otto de la Camp (1846–1919) arbeitete als Kaufmann im Import-Export-Geschäft, nach Jahren in China (1868) und Japan (1873), seit 1876 in New York und später abwechselnd in Japan und New York. Er verstarb in seiner Geburtsstadt Hamburg. Ihre Mutter Estella Magdalena Lange-de la Camp (1862–1887) stammte aus Cap Haïtien auf Haiti, starb aber bereits im Alter von 25 Jahren bei der Geburt ihres dritten Kindes, einem Sohn, am 30. April 1887 in New York, als Vera zwei Jahre alt war. Danach lebte sie mit ihrem Bruder etwa acht Jahre im Hause ihrer Großmutter in Hamburg (von 1887 bis 1895), bis ihr Vater dort am 31. Januar 1895 Clara Maria Nissle heiratete. Vera ging dann mit ihren Eltern für ein Jahr nach New York zurück. Ab 1898 wohnte die Familie wieder in Hamburg, wo Vera ein Lyzeum besuchte, danach ein Pensionat in Eisenach. Wie damals für die Erziehung einer höheren Tochter üblich, lag ein Schwerpunkt ihrer Ausbildung in der Förderung von Musik und Malerei. Mit 24 Jahren heiratete sie am 2. September 1909 Georg Leisner, der damals im 1. Bayerischen Infanterie-Regiment als Hauptmann diente, und wohnte mit ihm in München. Während des Ersten Weltkriegs arbeitete sie – etwa von 1914 bis 1917 – als Krankenschwester in München. Nach Kriegsende wurde Georg pensioniert, und die beiden erwarben 1918 in dem Dorf Höhenberg in Bayern einen kleinen Bauernhof, obwohl sie keinerlei Erfahrungen in der Landwirtschaft besaßen. 1926 verkauften sie den Bauernhof und unternahmen eine Italienreise. Danach begab sich Georg Leisner mit Leo Frobenius auf eine Forschungsreise nach Afrika.

### Akademische Ausbildung
Wieder in Bayern, machten sie Bekanntschaft mit Hugo Obermaier, der Georg Leisner ein Studium der Ur- und Frühgeschichte vorschlug. Dieser immatrikulierte sich am Lehrstuhl für Ur- und Frühgeschichte an der Universität Marburg. Auch Vera plante ein solches Studium, musste dazu aber das Abitur nachholen, das sie – inzwischen 42 Jahre alt – 1927 bestand. Danach begann sie – wie ihr Mann – mit dem Studium der Ur- und Frühgeschichte. In dieser Zeit beschäftigte sich Georg Leisner schon mit Megalithgräbern, und es entstand der Plan, einen Meglithgräber-Corpus der Iberischen Halbinsel zu erstellen. Vera setzte ihre zeichnerischen Fähigkeiten für die Aufnahme solcher Gräber ein und lernte auch zu fotografieren. 1928 gingen beide nach Marburg, wo Georg Leisner über Megalithgräber in der spanischen Region Galicien bei Gero von Merhart promovierte. Da Vera ihr Studium noch nicht abgeschlossen hatte, bedeutete das für den Megalithgräber-Corpus-Plan, entweder zuerst einen Hochschulabschluss zu erwerben oder mit ihrem Mann zusammen sofort in Spanien mit Feldarbeiten zu beginnen. Sie entschied sich für die zweite Lösung. Von Edward Sangmeister wird überliefert, dass Gero von Merhart dazu tröstend gesagt habe: „Ein Doktorhut reiche für das »Leisnerianum«“.

### Die Megalithanlagen der Iberischen Halbinsel
Zu dem großen Unternehmen, einen Corpus der Megalithgräber der Iberischen Halbinsel zu verfassen, schrieb Hermanfrid Schubart: „Georg und Vera Leisner hatten die Untersuchung der Megalithgräber der Iberischen Halbinsel zunächst als eine ganz private Unternehmung in Angriff genommen, ohne jede finanzielle Unterstützung von offizieller Seite. Sicher erfuhren sie wissenschaftliche Anregung und moralische Unterstützung durch Hugo Obermaier damals in Madrid und Gero von Merhart in Marburg, doch wurden erst die späteren Reisen durch die Deutsche Forschungsgemeinschaft ermöglicht“.
Sie brachen zuerst nach Südspanien auf, wo sie mit der systematischen Aufnahme der Megalithgräber Andalusiens begannen, in Feldarbeit sowie in den Museen. Dabei lernten sie den belgischen Bergbauingenieur und Archäologen Louis Siret kennen. In der Gegend von Sevilla besuchten sie den schwerkranken George Bonsor, dessen Witwe ihnen später Zugang zu seinen Arbeiten verschaffte, und in Portugal machten sie Bekanntschaft mit José Leite de Vasconcellos und Manuel Heleno. Durch den Ausbruch des spanischen Bürgerkriegs waren sie gezwungen, wieder nach Deutschland zurückzukehren, wo sie den ersten Band, Der Süden, des geplanten Corpus Die Megalithgräber der Iberischen Halbinsel ausarbeiteten und – mitten im Zweiten Weltkrieg – veröffentlichten. Durch den Krieg war es schwierig, ein Ausreisevisum zu bekommen, das gelang erst 1943. Damit setzten sie ihre Arbeiten in Portugal fort. Vielleicht bestand ein Zusammenhang mit der Gründung der Abteilung Madrid des Deutschen Archäologischen Instituts im selben Jahr. Kurz vor ihrer Ausreise wurde ihre Münchner Wohnung Opfer eines Bombenangriffes, so dass sie sich entschieden, auf Dauer in Lissabon zu bleiben. Doch das baldige Kriegsende brachte neue, vor allem ökonomische Schwierigkeiten mit sich. Durch die Unterstützung von portugiesischen Kollegen, vor allem G. Cordeiro Ramos, der ihnen als Präsident des Instituto de Alta Cultura, Ministério de Educação Nacional, Arbeitsaufträge vermittelte, konnten sie sich notdürftig über Wasser halten. Zeitweilig hatten sie auch ein Stipendium der Firma Siemens.
Die Madrider Abteilung des Deutschen Archäologischen Instituts (DAI), die mit Kriegsende vorübergehend von den Alliierten übernommen wurde, konnte am 3. März 1954 wieder eröffnet werden. Damit ergab sich für Georg und Vera Leisner eine Förderung durch die Deutsche Forschungsgemeinschaft (DFG). So konnte die Abteilung Madrid des DAI bereits 1956 ihre neu gegründete Reihe, Madrider Forschungen, als Band 1 die Publikation des Megalithgräber-Corpus fortsetzten. Bereits 1959 folgte die zweite Lieferung. Nach dem Tode Georg Leisners 1958 führte Doña Vera, wie sie auf der Iberischen Halbinsel und im Freundeskreis genannt wurde, die Arbeiten alleine bis in hohes Alter sehr stringent weiter und konnte 1965 die dritte Lieferung von Band 1 der Madrider Reihe veröffentlichen. Ihrer außerordentlichen Leistungen wegen – neben dem Corpus wurden auch zahlreiche andere Aufsätze und Monographien verfasst – erhielt Vera Leisner 1960 eine Ehrenpromotion an der Universität Freiburg. Die Urkunde verlieh ihr Edward Sangmeister im selben Jahr mit einem Festakt im Madrider Institut des DAI. Über den Vorbereitungen des vierten Teilbandes der Serie Der Westen des Megalitgräber-Corpus, verstarb Vera Leisner 1972 in Hamburg. Bis zu diesem Jahr wohnte sie in Lissabon.

### Wissenschaftlicher Nachlass
Ihr wissenschaftlicher Nachlass wurde von der Madrider Abteilung des Deutschen Archäologischen Instituts übernommen und bildete später den Grundstock für die Gründung einer Außenstelle in Lissabon, wo Philine Kalb ihr unvollendetes Werk weiter bearbeitete und es im Jahr 1998, als vierte Lieferung des Bandes Der Westen in den Madrider Forschungen veröffentlichte. Heute wird das Leisner-Archiv  in der ehemaligen Bibliothek der Außenstelle des Deutschen Archäologischen Instituts in Lissabon aufbewahrt, die heute in der Delegação Geral do Património Cultural (DGPC) im Palácio Nacional da Ajuda in Lissabon untergebracht ist.

## Veröffentlichungen von Vera Leisner

### Monographien
- Georg Leisner, Vera Leisner: Die Megalithgräber der Iberischen Halbinsel. Der Süden. Römisch-Germanische Forschungen, Band 17. Verlag von Walter de Gruyter & Co., Berlin 1943.
- Carlos Cerdán Márquez, Georg Leisner, Vera Leisner: Los sepulcros megalíticos de Huelva. Excavaciones arqueológicas del plan nacional 1946. Informes y Memorias, Ministerio de Educación Nacional, Comisaria General de Excavaciones Arqueológicas, Madrid 1952.
- Georg Leisner, Vera Leisner: Die Megalithgräber der Iberischen Halbinsel. Der Westen. Madrider Forschungen, Band 1, 1. Lieferung. Walter de Gruyter & Co., Berlin 1956.
- Georg Leisner, Vera Leisner: Die Megalithgräber der Iberischen Halbinsel. Der Westen. Madrider Forschungen, Band 1, 2. Lieferung. Walter de Gruyter & Co., Berlin 1959.
- Vera Leisner, George Zbyszewski, Octávio da Veiga Ferreira: Les Grottes Artificielles de Casal do Pardo (Palmela) et la Culture du Vase Campaniforme. Memória (Nova Série) Band 8. Serviços Geológicos de Portugal, Lisboa 1961.
- Vera Leisner: Die Megalithgräber der Iberischen Halbinsel. Der Westen. Madrider Forschungen, Band 1, 3. Lieferung. Walter de Gruyter & Co., Berlin 1965.
- Vera Leisner, George Zbyszewski, Octávio da Veiga Ferreira: Les monuments préhistoriques de Praia das Maçãs et de Casainhos. Memória (Nova Série) Band 16. Serviços Geológicos de Portugal, Lisboa 1969.
- Vera Leisner, aus dem Nachlaß zusammengestellt von Philine Kalb: Die Megalithgräber der Iberischen Halbinsel. Der Westen. Madrider Forschungen, Band 1, 4. Lieferung. Walter de Gruyter, Berlin, New York 1998. ISBN 3-11-014907-9.

### Aufsätze
- Vera Leisner, Octávio da Veiga Ferreira:  Os monumentos megalíticos de Trigache e A-da-Beja. In: Actas e Memórias do I Congresso Nacional de Arqueologia, realizado em Lisboa de 15 a 20 de Dezembro de 1958, homenagem ao Doutor José Leite de Vasconcellos. Lisboa 1959, S. 187–195.
- Vera Leisner, Octávio da Veiga Ferreira: Primeiras datas de rádiocarbono 14 para a cultura megalítica portuguesa. In: Revista de Guimarães. Band 73, 1963, S. 358–366 (Fig. 1–8).